# Hongyan Kingkan
Hongyan Kingkan — крупнотоннажный грузовой автомобиль, выпускаемый китайской компанией SAIC Iveco Hongyan.

## История
Автомобиль Hongyan Kingkan впервые был представлен в 2011 году. Автомобиль призван заменить предыдущую модель Hongyan Jingang. Кабина та же, что и у Hongyan Genlyon (очевидно, что у Iveco Trakker кабины те же, что и у Iveco Stralis).
Как утверждает производитель, название «King» означает лидерство, а именем Kan в Древнем Китае называли самое сильное и могучее животное. При разработке модели был учтён опыт моделей SIH, при этом были внесены существенные изменения.
Кабина водителя оборудована спальным местом со скрытыми отсеками для хранения всего, что необходимо водителю. Как утверждает Франко Чиранни, Kingkan считается результатом сотрудничества SAIC Motor и Iveco.
Модель поставляется в Китай. Годовой объём продаж составляет 900000 экземпляров.